# Internet in Indien
In Indien nutzten Ende 2007 70 Millionen Menschen das Internet. Damit liegt Indien nach absoluten Zahlen auf dem vierten Platz, während die Anzahl der Nutzer im Vergleich zur Einwohnerzahl gering ist. Die Top-Level-Domain von Indien ist .in. Im Jahr 2018 wurde die Zahl der Nutzer bereits auf 566 Millionen geschätzt. Der Anteil der Internetnutzer an der Bevölkerung lag damit bei ca. 40 % und wächst rasant.

## Geschichte
Das Internet wurde in Indien zuerst von Universitäten genutzt. Diese Entwicklung begann im Jahr 1988 und damit sechs Jahre, bevor chinesische Universitäten begannen, das Internet zu nutzen. Im August 1995 bot die staatliche Videsh Sanchar Nigam Ltd. erstmals Privatleuten die Einrichtung eines Internetanschlusses an. Im November 1998 wurden auch private Internetanbieter zugelassen. Im Jahr 1999 gab es in Indien erst 200.000 Internetzugänge und nur in 17 von 32 indischen Bundesstaaten und Unionsterritorien war der Internetzugang überhaupt möglich. Die Zahl der Internetnutzer stieg bis Dezember 2001 auf 7 Millionen und bis Dezember 2002 auf 16,6 Millionen an. Im Juli 2002 gab es nur 68.000 Internetseiten mit der Endung „.in“. Besonders schnell verbreitete sich das Internet im Bundesstaat Karnataka mit der Hauptstadt Bengaluru, dem indischen „Silicon Valley“, und im Bundesstaat Gujarat. In den großen Städten verbreitete sich die Internetnutzung viel schneller als in den Dörfern.

## Nutzung

### Industrie und Dienstleistungsfirmen
Durch Globalisierung und Internet entstanden in Indien einige 10.000 Arbeitsplätze in Verbindung mit deutschen Unternehmen. In Richtung USA sind es bereits einige 100.000, die in Indien hoch professionelle Dienstleistungen für amerikanische Firmengruppen erbringen. So lassen zum Beispiel die meisten großen Druck- und Verlagsunternehmen in Indien die Druckvorstufen ihrer Erzeugnisse aufbereiten. Gleiches gilt für spezielle Internetdienstleistungen wie Programmierung und Tagging. Auch die Befundung von bildgebenden Diagnoseverfahren wird mit wachsender Tendenz von amerikanischen Krankenhäusern nach Indien in Spezialpraxen mit zum Teil in USA ausgebildeten Fachärzten verlagert.
Jobbörsen sind im Indien-Web ebenfalls sehr populär, darunter viele Angebote, die in Indien entstanden sind, z. B. naukri.com.

### Partner-/Heiratsbörsen
Im privaten Bereich sind Partner- und Heiratsbörsen im Internet sehr populär, in keinem anderen Land der Welt gibt es so viele Internetangebote zu diesem Zweck. Die größte Internet-Heirats- und Partnerbörse auf der ganzen Welt ist das indische Angebot shaadi.com (shaadi ist das persische/Hindustani-Wort für „Hochzeit“).

### Journalismus
Kein Land auf der Welt hat so viele Zeitungen wie Indien, und viele Zeitungen betreiben einen Internetauftritt in mehreren verschiedenen Sprachen.